# Gaetano Michetti
Gaetano Michetti (Corridonia, Marcas; 5 de marzo de 1922-Corridonia, Marcas; 13 de diciembre de 2007) fue un obispo católico italiano. Fue nombrado obispo-auxiliar del Archidiócesis de Fermo el 31 de mayo de 1961 y obispo del Diócesis de Pésaro el 4 de julio del 1975.

## Biografía

### Formación y sacerdocio
Realizó sus estudios inferiores en el seminario local de la Archidiócesis de Fermo y fue ordenado padre en 1948. Fue profesor de derecho canónico y teología moral en mismo seminario.
El 31 de mayo de 1961, el papa Juan XXIII lo nombró obispo-auxiliar de la Archidiócesis de Fermo y titular de Irenopolis en Cilicia. Fue consagrado obispo el 15 de agosto de 1961 por Norberto Perini, arzobispo de Fermo. Fue padre conciliare durante todas las cuatro sesiones del Concilio Vaticano II.
El 7 de julio de 1973, fue nombrado obispo coadjutor del Diócesis de Pésaro, y a la muerte de su predecessor Luigi Carlo Borromeo, el 4 de julio de 1975, ocupó el cargo de obispo residencial.
Llevó a la diócesis hasta su dimisión por límite de edad, el 3 de enero de 1998. Se retiró a su ciudad natal, y donde murió en 13 de diciembre de 2007.